# Acesta agassizii
Acesta agassizii is een tweekleppigensoort uit de familie van de Limidae. De wetenschappelijke naam van de soort is voor het eerst geldig gepubliceerd in 1902 door Dall.